# Pumpava obecná

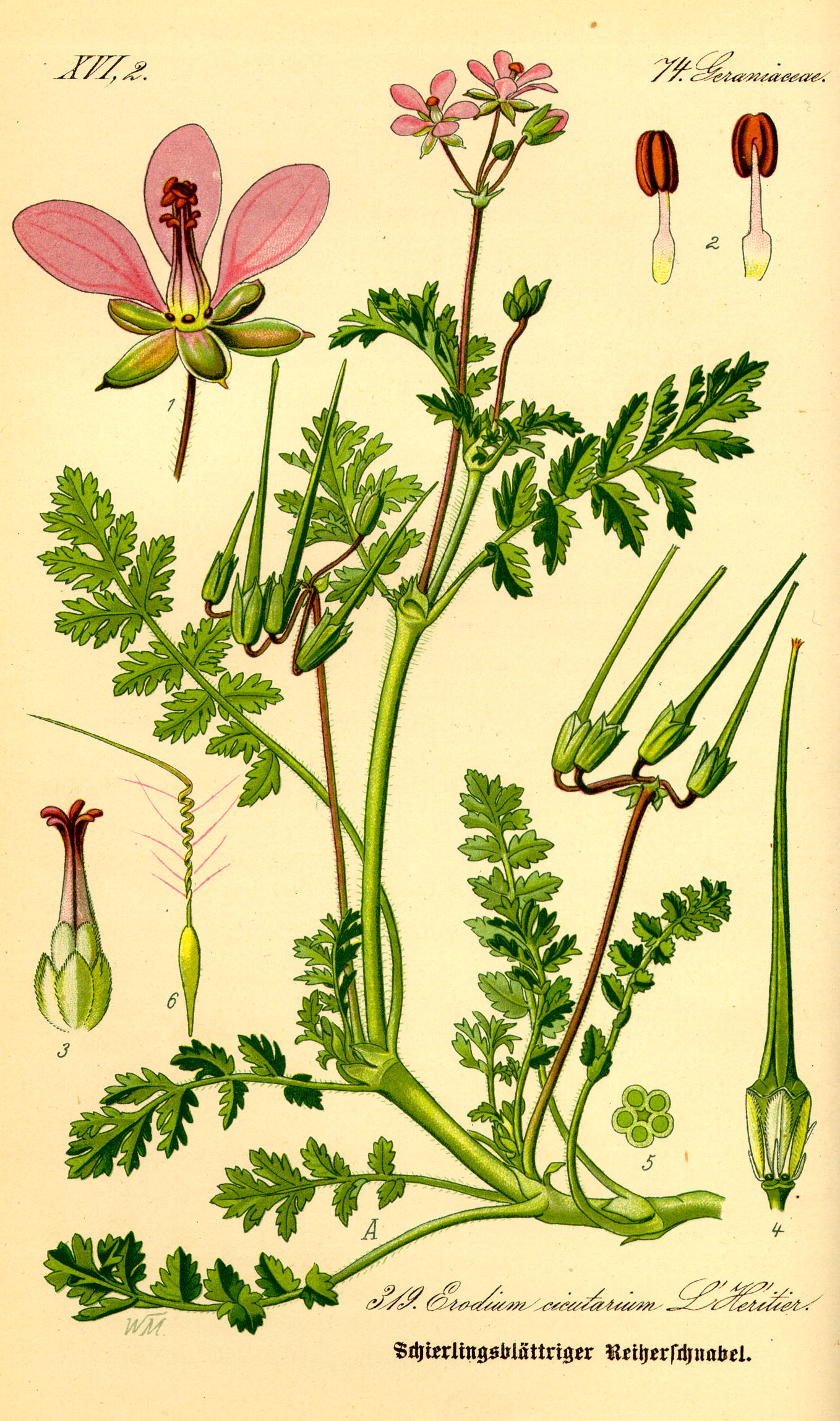
Zobrazení pumpavy obecné

Pumpava obecná (Erodium cicutarium) je nevysoká, pižmem páchnoucí, planě rostoucí rostlina, druh rodu pumpava. V české přírodě je nepůvodní druh, roste v ní však již po staletí, bývá považována za léčivku i plevel.

## Rozšíření
Pochází ze západní Evropy, Středozemí a Malé Asie. Druhotně se rozšířila do zbytku Evropy, na Sibiř a do Východní Asie, na Arabský poloostrov, do Ameriky, Afriky, Austrálie i na Nový Zéland. V České republice, kde je považována za archeofyt, se vyskytuje na většině území roztroušeně až hojně, v polohách nad 750 m n. m. však chybí.

## Ekologie
Světlomilná a teplomilná rostlina, upřednostňuje suché a výhřevné, kamenité, písčité či hlinité půdy. Špatně snáší zamokřená a zastíněná stanoviště, stejně jako místa s dlouho ležící sněhovou pokrývkou. Přežívá i velká letní sucha při nichž nehyne, nýbrž po větším letním nebo podzimním dešti opět pokračuje v růstu. Přezimuje v listové růžici.
Roste na obdělávaných polích a zahradách, v suchých trávnicích, na pastvinách, úhorech, podle cest, na železničních náspech a rumištích. Do Česka se dostala, patrně ze západní či jižní Evropy, poměrně dávno a zcela zdomácněla, nyní je na velké části území běžnou rostlinou.

## Popis
Jednoletá až dvouletá, nepříjemně zapáchající bylina s trsy bohatě větvených lodyh které jsou poléhavé či vystoupavé a dorůstající do výše 20 až 50 cm. Z tenkého kůlovitého kořene, se sekundárními vláknitými kořínky, vyrůstá listová růžice a z ní vyrůstají chlupaté lodyhy. Lodyžní listy rostou střídavě nebo protistojně, jsou řapíkaté, eliptické, jejich čepele jsou sudo nebo lichozpeřené a bývají dlouhé do 5 a široké do 3 cm, směrem vzhůru se zmenšují. Přisedlé lístky jsou jednou až dvakrát ostře peřenoklané a oboustranně chlupaté, vrcholové lístky jsou třídílné. Všechny listy bývají tvarově velice variabilní, listová růžice za plodu usychá. Vytrvalé, široce kopinaté palisty jsou zelené a později načervenalé.
Okoličnatá květenství na dlouhých a chlupatých stopkách jsou tvořena třemi až osmi pětičetnými květy s listeny u báze srostlými. Stopky květů jsou při kvetení vzpřímené, při zrání plodů se prodlužují a sklánějí dolů, plody visí. Stopky se přitom hákovitě ohýbají nahoru, takže visící plody směřují vzhůru. Elipsovité kališní lístky jsou po obvodě blanité, na vrcholu hrotité se štětinatou osinkou, chlupaté a mají tři až pět žilek. Dvojnásobně větší, obvejčité korunní lístky, 4 až 10 mm dlouhé, bývají růžové, světle karmínové, růžovofialové nebo vzácně bílé a u báze někdy mívají purpurovou skvrnu. Z deseti tyčinek bývá pouze pět vnitřních tyčinek plodných, zbylé vnější nemají prašníky. Plodné tyčinky mají vespod medové žlázky. Rostliny kvetou nejčastěji od dubna do července, ojediněle až do října. Květ je otevřen pouze necelý den, před sklonkem dne se zavře, korunní lístky uvadnou a opadají.

## Rozmnožování
Poltivý zobanitý plod, až 5 cm dlouhý, se skládá z pěti jednosemenných pouzder, která jsou svými prohnutými a napjatými osinami přirostlá ke společnému střednímu sloupku. V době zralosti vztyčený plod ve střední části puká a předpjaté osiny vymršťují nažky (plůdky) až do vzdálenosti dvou metrů. Chlupaté nažky (semena) jsou podlouhlé, zašpičatělé a přecházejí v dlouhou, hydroskopickou osinu, která je za sucha spirálovitě stočená. Osina reaguje zkrucováním a napřimováním na změnu vlhkosti a zavrtává nažku do země, chloupky nažky směřující vzhůru brání zpětnému pohybu k povrchu.
Pumpava obecná se rozmnožuje pouze semeny, která jsou nepravidelně dlouze dormantní a podržují si klíčivost až osm let, na polích se objevují její mladé semenáčky po celý rok. Na rostlině vyroste ročně několik stovek semen která se rozšiřují mimo balisticky i za pomoci zvířat, zachycují se osinami za srst nebo peří živočichů.

## Význam
Na polích zapleveluje prořídlé pícniny, ale bývá hojná i v přezimujících obilninách, řepce, okopaninách a zelenině. Jedná se o však méně nebezpečný plevelný druh.
Pumpava obecná se používá v léčitelství, je to léčivka se svíravým a krev stavícím účinkem. V květnu až červnu se sbírá se její nať „Herba erodii“, jejíž odvar v malých dávkách zvyšuje a ve velkých snižuje krevní tlak. Největší využití však nacházela v gynekologii, např. při nadměrné menstruaci nebo nepravidelném krvácení.

## Galerie

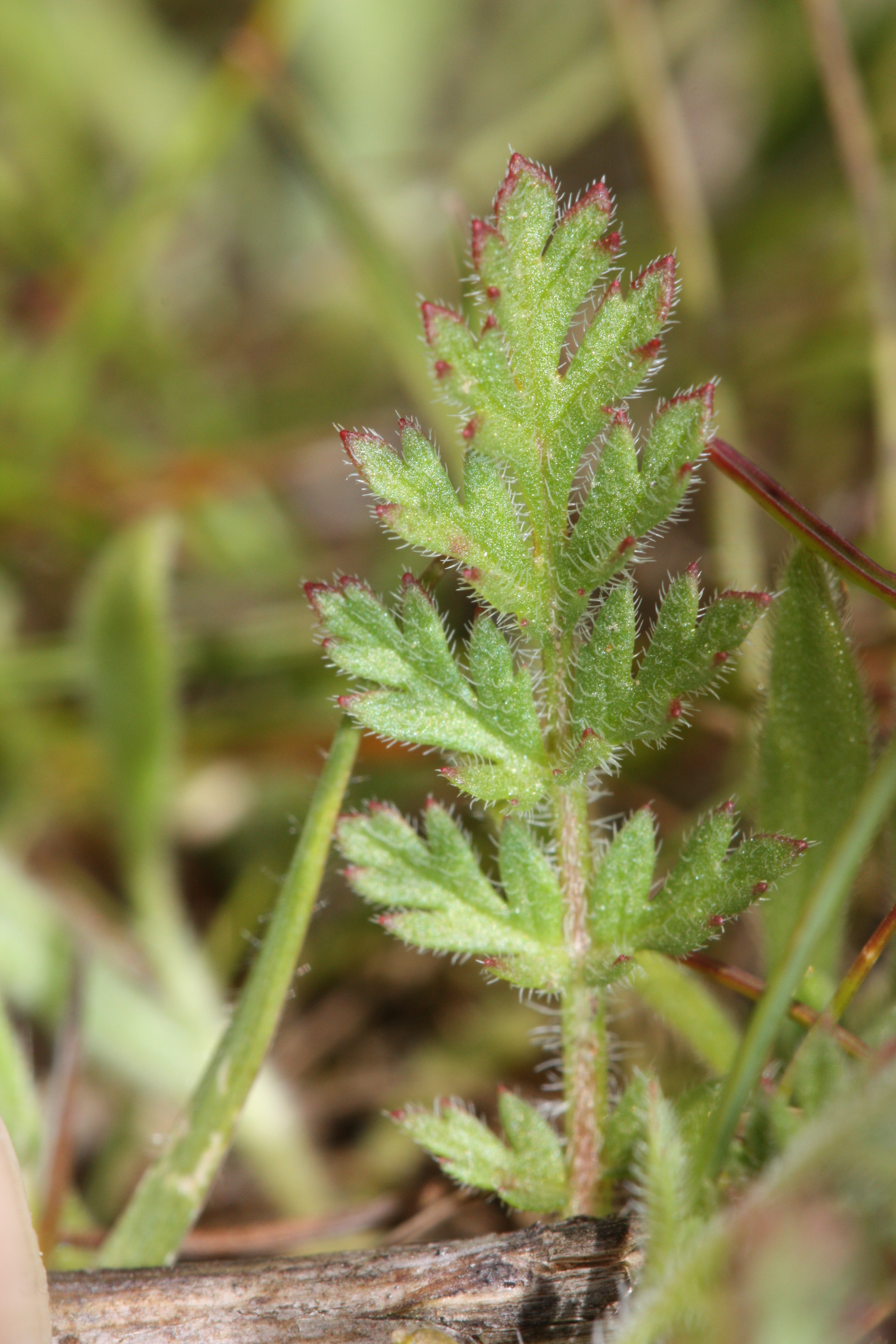
List
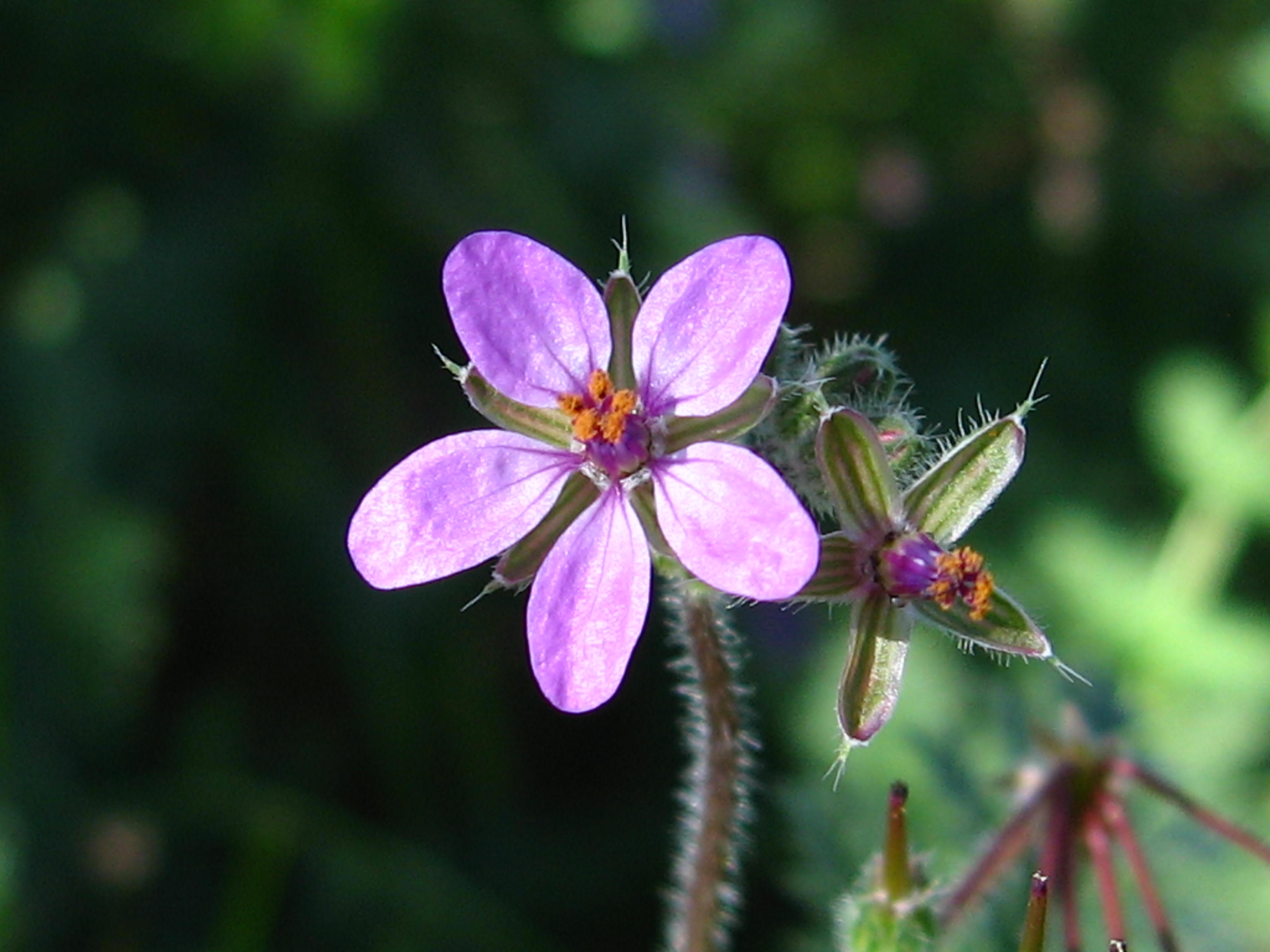
Květ
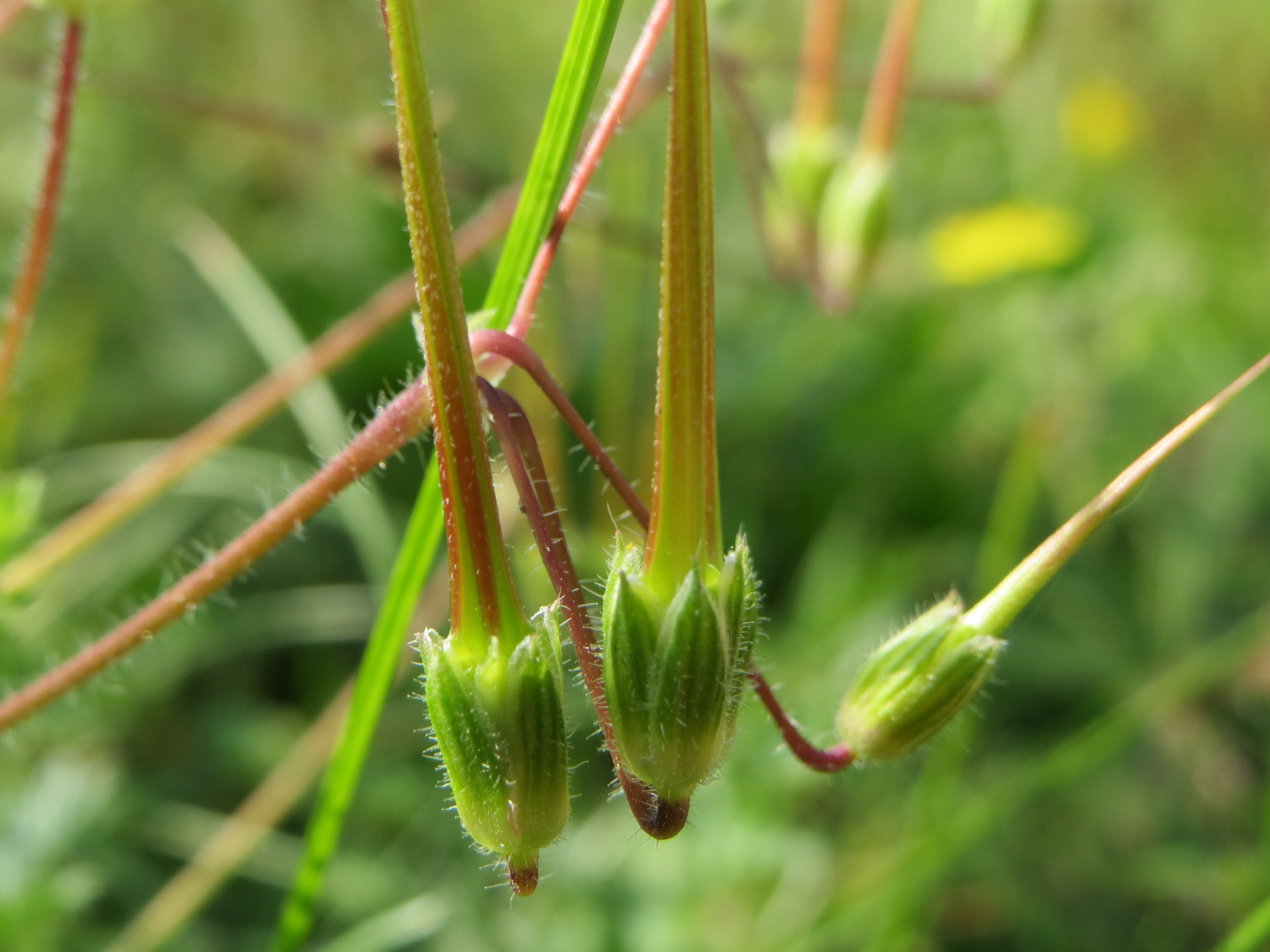
Dozrávající plody
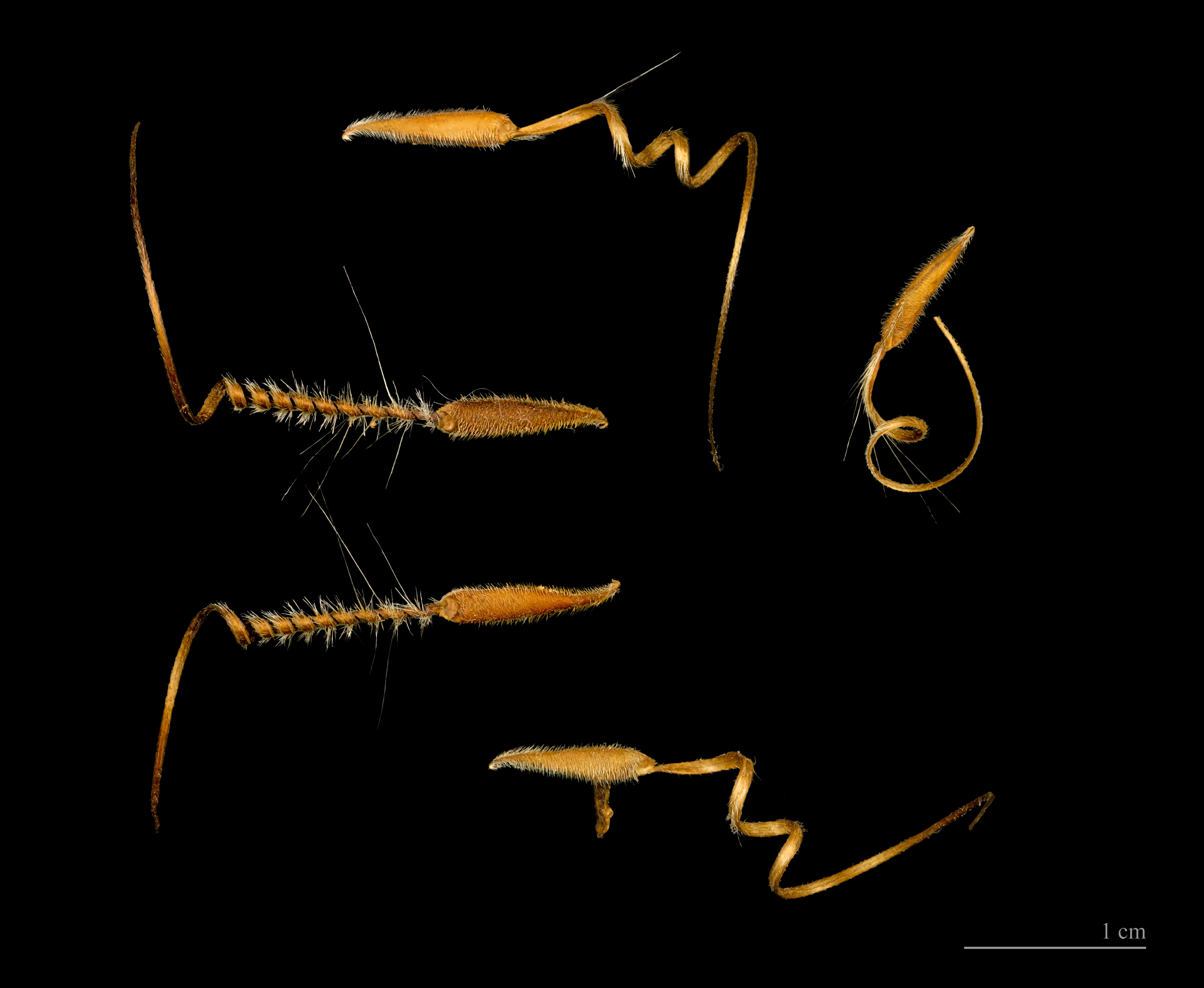
Nažky s osinami